# Idioma karok
El idioma karok o karuk es una lengua casi extinta del noroeste de California, Estados Unidos. Alguna vez fue el idioma del pueblo karok aunque ahora en su gran mayoría hablan inglés.
William Bright hizo trabajos para obtener material acerca del idioma karok y esto permitió documentar la lengua. De acuerdo a un censo del año 2000, había 55 personas de entre 5 y 17 años que podían hablar karok incluyendo 10 que tenían un nivel limitado de inglés.

## Clasificación
Ha habido muchas propuestas de incluir al karok en la hipotética macrofamilia hokana:

La lengua karok no está cercana u obviamente relacionada con cualquier otra (en el área), pero ha sido clasificada como miembro del grupo nórdico (o del norte) de idiomas hokanos, en un subgrupo que incluye al chimariko y las lenguas shasta, hablados en la misma parte de California como karok.
Bright, p. 1

El karok, al igual que el yurok y el hupa, todos estos idiomas formaron el foco sur de la llamada cultura de la costa del Pacífico Norte. Mientras la mayor parte de la información de esta cultura proviene de los estudios de los yurok, había un alto grado de uniformidad cultural entre los tres grupos; vecinos del mismo río se visitaban mutuamente durante sus festivales propios, se casaban entre ellos y discutían sobre los mismos problemas.
Drucker, p. 176

En lo que concierne a las culturas karok, yurok y hupa, a pesar de las similitudes y parecidos, los idiomas no lo eran. El idioma karok no ha podido ser incontrovertiblemente relacionado con ningún otro idioma.

## Fonología

### Vocales
|        | Anterior | Anterior | Central | Central | Posterior | Posterior |
| corta  | larga    | corta    | larga   | corta   | larga     |           |
| ------ | -------- | -------- | ------- | ------- | --------- | --------- |
| Débil  | i        | iː       |         |         | u         | uː        |
| Fuerte |          | eː       | a       | aː      |           | oː        |

### Consonantes
El inventario consonántico del karok viene dada por:
|             | Bilabial | Labio- dental | Dental | Alveolar | Palatal o postalveolar | Velar | Glotal |
| ----------- | -------- | ------------- | ------ | -------- | ---------------------- | ----- | ------ |
| Nasal       | m        |               |        | n        |                        |       |        |
| Oclusiva    | p        |               |        | t        | t͡ʃ                     | k     | ʔ      |
| Fricativa   | β        | f             | θ      | s        | ʃ                      | x     | h      |
| Líquida     |          |               |        | ɾ        |                        |       |        |
| Aproximante |          |               |        |          | j                      |       |        |

En los artículos sobre Karok (Bright, Macaulay, Haas) es común usar la convención americanista, por la cual los fonemas /β, j, ɾ; t͡ʃ, ʃ/ se transcriben equivalentemente como /v, y, r; č, š/.

## Gramática
La lengua karok es una lengua polisintética conocida por su método de ordenar o distinguir la información vieja de la nueva en la oración: «...hablantes de karok usan palabras separadas para comunicar detalles nuevos, destacar un detalle o sobreestimar un detalle; y usan afijos para detallar y así lograr que no se distraiga el oyente».
Otro rasgo notorio del karok es que la morfología verbal es muy compleja debido a la existencia de procesos morfofonémicos que oscurecen la regularidad de la lengua. Estos procesos incluyen la elisión vocálica, la contracción vocálica, la reducción de vocales junto a ciertas consonantes y el alargamiento de vocales. Los dos primeros aparecen cuando aparecen dos vocales en contacto o en sílabas adyacentes. La reducción de vocales se da en contacto con los fonemas /v/ y /y/ que desaparecen entre ciertas vocales quedando una de las vocales modificada en timbre:
(1) /ʔu-ʔif-aviš/    3ªSG-crecer-FUT > [ʔuˈʔifeʃ] 'crecerá'
(2) /ʔu-kyav-aviš/    3ªSG-hacer-FUT > [ʔuˈkjaviʃ] 'hará'
Además las raíces verbales se clasifican en raíces de acento fijo y de acento móvil. En estas segundas la posición del acento tónico dependerá de los sufijos añadidos, y se determina a partir de procesos morfofonémicos no triviales.